# Kisvalkóc
Kisvalkóc, (1890-ig Závada, szlovákul Závada) Valkóc településrésze, korábban önálló falu Szlovákiában, a Nyitrai kerület Aranyosmaróti járásában.

## Fekvése
Aranyosmaróttól 7 km-re délkeletre fekszik.

## Története
Valkócot 1275-ben említi először írásos dokumentum. Kisvalkóc önállóan 1629-ben tűnik fel írott forrásban.
Vályi András szerint "VALKÓCZ. Tót falu Bars Várm. földes Ura az Esztergomi Káptalanbéli Uraság, fekszik Nemcsényhez nem meszsze, és annak filiája; határja ollyan, mint Zavadáé."
Fényes Elek szerint "Valkócz, Bars m. tót falu, 343 kath. lak. F. u. az esztergomi káptalan. Ut. p. Léva."
A trianoni békeszerződésig Bars vármegye Aranyosmaróti járásához tartozott. Kisvalkócot 1928 és 1932 között egyesítették Valkóccal.

## Népessége
1910-ben 189, túlnyomórészt szlovák lakosa volt.
2001-ben Valkóc 1036 lakosából 1002 szlovák volt.